# Virginie Ollagnier
Virginie Ollagnier née à Lyon en 1970, est une écrivaine et scénariste de bande dessinée.

## Biographie
Formatrice en communication écrite et en ergonomie, elle écrit le scénario avec Olivier Jouvray de la série Kia Ora, bande dessinée en 3 volumes.
En 2007, elle publie son premier roman Toutes ces vies qu'on abandonne. Elle est invitée au Festival du premier roman en 2012 à Laval.
L'incertain fresque historique sur l'exil est publié en avant-première dans Le Figaro.
Rouge argile, paru en 2011, est primé au Salon Lire en poche à Gradignan en 2013.
En 2013, elle fonde La Revue Dessinée avec Franck Bourgeron, Sylvain Ricard, Olivier Jouvray, Christophe Goret et David Servenay. Elle assure la partie multimédia de la revue.
En 2022, elle publie Ils ont tué Oppenheimer, un roman biographique consacré au physicien Robert Oppenheimer.

## Publications
Romans
- Toutes ces vies qu'on abandonne, Paris, Éditions Liana Levi, 2007, 281 p. (ISBN 978-2-86746-432-4)
- L'incertain, Paris, Éditions Liana Levi, 2008, 410 p. (ISBN 978-2-86746-490-4)
- Rouge argile, Paris, Éditions Liana Levi, 2011, 224 p. (ISBN 978-2-86746-578-9)
- Ils ont tué Oppenheimer, Anne Carriere Eds, 7 janvier 2022, 352 p. (ISBN 978-2-38082-219-9 et 2-38082-219-0, OCLC 1300427480)

BD
- | Kia Ora 1. Le départ , Éditions Vents d'Ouest, Issy les Moulineaux, France, 2007 Scénario : Olivier Jouvray et Virginie Ollagnier-Jouvray - Dessin : Efa - 56p. ( ISBN 9782749303130 ) 2. Zoo humain , Éditions Vents d'Ouest, Issy les Moulineaux, France, 2008 Scénario : Olivier Jouvray et Virginie Ollagnier-Jouvray - Dessin : Efa - 48p. ( ISBN 9782749303970 ) 3. Coney Island , Éditions Vents d'Ouest, Issy les Moulineaux, France, 2009 Scénario : Olivier Jouvray et Virginie Ollagnier-Jouvray - Dessin : Efa - 48p. ( ISBN 9782749304731 ) |
- Nellie Bly - Dans l'antre de la folie[6], dessin de Carole Maurel, Glénat, coll. Karma, 2021  (ISBN 978-2-344-03346-3). Prix Artémisia Investigation 2022[7]